# Europäischer Operngesangswettbewerb
Der Klassik-Gesangswettbewerb DEBUT  ist eine von der DEBUT Concerts GmbH eingerichtete Plattform zur Förderung junger Gesangssolisten und ist mit Preisen von über 25.000 Euro dotiert.

## Der Preis
Das Ziel von DEBUT ist nach eigenen Angaben, alle zwei Jahre junge Opernsänger zu fördern und richtet sich an die Stimmfächer Sopran – Mezzosopran/Alt, Tenor – Countertenor – Bariton/Bass. Die Vorausentscheidungen des europäischen Operngesangswettbewerbs finden in den Räumen der Jeunesses Musicales Deutschland in Weikersheim (Baden-Württemberg) statt. Die Teilnahme an den Qualifikationsrunden beinhaltet einen Workshop „szenisches Auftrittstraining“, geleitet von Dozenten.
Der seit 2002 stattfindende Wettbewerb wurde von Manfred Wittenstein, Aufsichtsratsvorsitzender des Igersheimer Mechatronikkonzerns Wittenstein SE initiiert.
Die Sänger stellen sich einer internationalen Jury, die aus Persönlichkeiten der Medien- und Opernwelt zusammengesetzt ist. Der Gesangswettbewerb DEBUT ist angesiedelt im Schloss Weikersheim sowie in Bad Mergentheim.
- 1. Preis Goldene Viktoria & Preisgeld 10.000 €
- 2. Preis Silberne Viktoria & Preisgeld 7.500 €
- 3. Preis Bronzene Viktoria & Preisgeld 5.000 €
- 4. bis 6. Preis je 1.000 €

## Preisträger
- 2002: Caterina-Cellia Costea, Sopran, Rumänien
- 2004: Irini Kyriakidou, Sopran, Griechenland
- 2006: Burçu Uyar, Sopran, Türkei
- 2008: Olga Bezsmertna, Sopran, Ukraine
- 2010: Hila Fahima, Sopran, Israel
- 2012: Kartal Karagedik, Bariton, Türkei
- 2014: Adriana Ferfecka, Sopran, Polen[1]
- 2016: Jihyun Cecilia Lee, Sopran, Südkorea[2]
- 2018: Vasilisa Berzhanskaya, Mezzosopran, Russland[3]
- 2020: Karolina Bengtsson, Sopran, Schweden